# Marena (Kočani)
Marena (en macédonien Марена) est un village du sud de la Macédoine du Nord, situé dans la municipalité de Kavadartsi. Le village comptait 997 habitants en 2002.

## Démographie
Lors du recensement de 2002, le village comptait :
- Macédoniens : 903
- Roms : 71
- Serbes : 21
- Autres : 2